# 간토 계엄사령부
간토 계엄사령부는 1923년 9월 1일에 일어난 관동 대지진로 수도인 도쿄부와 주변 지역의 치안이 불안정해지자, 정리하기 위해 행정계엄을 집행함에 따라 약 2개월간 설립된 일본 제국 육군의 임시 사령부었다.

## 역사
1923년 9월 1일, 간토 대지진 긴급칙령에 따라 계엄을 선포하고, 12년 9월 3일, 발효된 칙령 제400호인 간토 계엄사령부 조례에 따라 사령부를 설치하였다. 천왕 직속 기관으로서 도쿄부를 중심으로 주변 지역의 경비를 명령받았다. 군사참의관인 후쿠다 마키타로 대장이 초대 사령관을 맡았는데, 며칠 지나지 않아 9월 20일에 아마카스 사건이 일어났다. 책임을 물어 후쿠다를 경질하고 마찬가지로 군사참의관인 야마나시 한조 대장을 후임으로 임명하였다. 계엄령 규정의 일부에 대한 준비를 마친 뒤, 따라 11월 15일 발효된 계엄 제480호 칙령에 따라 11월 16일에 폐지하고, 도쿄 경비사령부를 후속기관로서 설립하였다.

## 간부
- 사령관
  1. 대장 일본어: 福田雅太郎 후쿠다 마키타로[*]; 1923년 9월 3일 ~ 9월 20일, 경질됨.
  2. 대장 일본어: 山梨半造 야마나시 한조[*]; 1923년 9월 20일 ~ 11월 16일, 경비사령부 사령관으로 연임됨.
- 참모장: 일본어: 阿部信行 아베 마사노부[*]; 1923년 9월 13일 ~ 11월 16일

| 이전 ' | 간토 계엄사령부 1923년~1923년 | 다음 도쿄 경비사령부 |